# Promecotheca
Promecotheca is een geslacht van kevers uit de familie bladkevers (Chrysomelidae).
De wetenschappelijke naam van het geslacht werd in 1853 gepubliceerd door Charles Émile Blanchard.

## Soorten
- Promecotheca alpiniae (Maulik, 1929)
- Promecotheca apicalis (Weise, 1911)
- Promecotheca bicolor Maulik, 1929
- Promecotheca bryanti (Gressitt, 1960)
- Promecotheca caeruleipennis Blanchard, 1853
- Promecotheca callosa (Baly, 1876)
- Promecotheca collinsi (Gressitt, 1960)
- Promecotheca cumingii (Baly, 1858)
- Promecotheca cyanipes (Erichson, 1834)
- Promecotheca freycinetiae Gressitt, 1960
- Promecotheca guadala (Maulik, 1932)
- Promecotheca kolombangara (Gressitt, 1957)
- Promecotheca leveri (Spaeth, 1937)
- Promecotheca nuciferae (Maulik, 1929)
- Promecotheca octostriata Chapuis, 1876
- Promecotheca oenoptera (Uhmann, 1931)
- Promecotheca opacicollis Gestro, 1897
- Promecotheca palmella (Gressitt, 1960)
- Promecotheca palmivora Gressitt, 1960
- Promecotheca pandani Gressitt, 1960
- Promecotheca papuana (Csiki, 1900)
- Promecotheca petelii (Guérin-Méneville, 1840)
- Promecotheca ptychospermae (Maulik, 1935)
- Promecotheca pubescens Gressitt, 1957
- Promecotheca pulchella (Gestro, 1917)
- Promecotheca sacchari (Gressitt, 1957)
- Promecotheca salomonina (Spaeth, 1937)
- Promecotheca similis (Uhmann, 1933)
- Promecotheca soror (Maulik, 1929)
- Promecotheca straminipennis (Weise, 1922)
- Promecotheca superba (Pic, 1914)
- Promecotheca varipes (Baly, 1858)
- Promecotheca violacea (Uhmann, 1932)